# Cimetière Upton Wood
Le cimetière Upton Wood est un cimetière militaire britannique de la Première Guerre mondiale, situé dans le village français de Hendecourt-lès-Cagnicourt (Pas-de-Calais). Le cimetière est situé sur le terrain à 1 700 m au nord du centre du village (Église Saint-Léger) et est accessible par un chemin de campagne de 700 m. Il a été conçu par George Goldsmith. Rectangulaire, il est entouré d'un mur de briques. L'entrée se compose d'un bâtiment carré avec un toit de tente et un portail en arc ouvert. Une croix du sacrifice domine le site. Le cimetière est entretenu par la Commonwealth War Graves Commission.
217 Canadiens (dont 8 non identifiés) et 10 Britanniques (dont 1 non identifié) y sont enterrés. Un soldat canadien est honoré par un mémorial spécial parce que sa tombe ne pouvait plus être localisée.

## Toponymie
- Pendant la première guerre mondiale, les canadiens mentionnent le bois qui jouxte le cimetière sur leurs cartes militaires Upton Wood[2]. Upton est une ville au Québec, Canada.
- Sur les cartes militaires allemandes, le bois apparaît Hochwald[3].
- A Hendecourt-les-Cagnicourt, on l'appelle le bois du cimetière anglais, petit bois, ou le bois de Vis.
- A Vis-en-Artois, on l'appelle le bois d'Hendecourt.